# Viljovets (Ternópil)
Viljovets (ucraniano: Вільхове́ць) es un pueblo de Ucrania, perteneciente al municipio rural de Saranchuký, en el raión de Ternópil de la óblast de Ternópil.
En 2001, el pueblo tenía una población de 765 habitantes.
Se ubica unos 5 km al noroeste de Saranchuký y unos 3 km al sur de Berezhany.

## Historia
Antes de su integración en el actual municipio de Saranchuký en 2017, el pueblo era sede de un consejo rural en el raión de Berezhany. El consejo rural no tenía pedanías.